# Lexus IS-F
O Lexus IS-F é um carro com apelo esportivo da Lexus, que possuí 416 HP, um V8 e faz parte da classe dos sedã esportivo (titulo usado para fins de marketing)